# Dawson, Iowa
Dawson là một thành phố thuộc quận Dallas, tiểu bang Iowa, Hoa Kỳ. Năm 2010, dân số của thành phố này là 131 người.

## Dân số
Dân số qua các năm:
- Năm 2000: 155 người.
- Năm 2010: 131 người.